# Wallah (Indien)

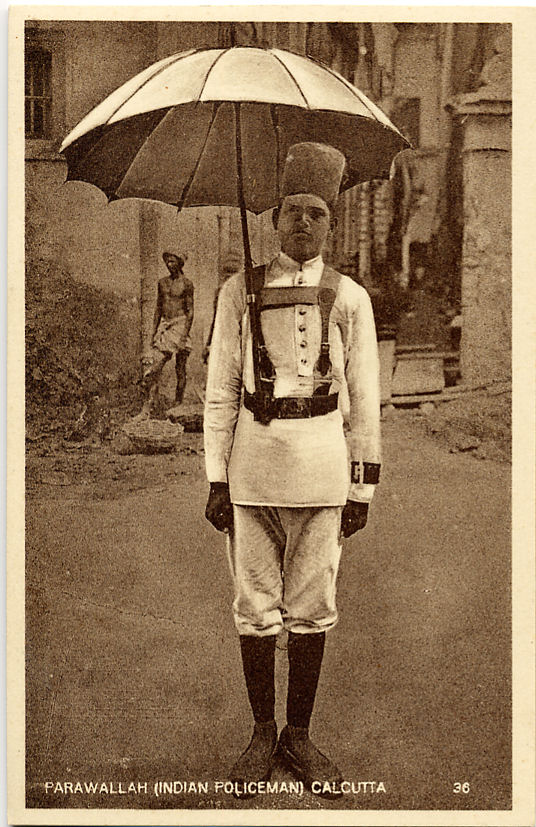
Ein Police wallah in Kalkutta zur Zeit des British Raj

Wallah [ˈvā.lā] (Anhörenⓘ) (-वाला) (gelegentlich auch Vala, Wala oder Walla geschrieben) ist ein Hindi-Wort mit der Bedeutung „Person, die eine berufliche Tätigkeit ausübt“. Zur Zeit des British Raj (Britisch-Indien, 1858–1947) wurde mit diesem Ausdruck umgangssprachlich im Kolonialenglischen das Suffix -man ersetzt. So wurde beispielsweise in Britisch-Indien aus einem Policeman, basierend auf Hindi Para wallah, häufig ein Police wallah. Ein solcher Begriff hatte – wie andere Zusammensetzungen dieser Art – keine negative Konnotation, sondern wurde partiell als volksnahe Selbstbezeichnung übernommen. Auch heute finden sich im Hinglish mit wallah ergänzte englische Personenbezeichnungen.

## Entstehung
Bedingt durch die Kolonialzeit und die Verbreitung des Englischen in Indien wird in der Umgangssprache korrektes Englisch auch heute noch mit einzelnen Hindi-Wörtern gemixt. Dies wird als Hinglish bezeichnet und stellt eine eigenständige Varietät des Englischen dar. Sie ist eng verbunden mit dem Indischen Englisch und seinen sprachlichen und grammatikalischen Besonderheiten.
Alle 15 Jahre wird in Indien darüber abgestimmt, ob Englisch weiterhin Amtssprache bleibt. Vertreter einer sprachpolitischen Gruppierung, die sich dafür einsetzen, das im Norden Indiens von ca. 40 % der Gesamtbevölkerung Indiens gesprochene Hindi als lingua franca statt des Englischen auch im tamilischen Süden des Landes zu etablieren, bezeichnen sich selbst als Hindi wallahs.

## Beispiele

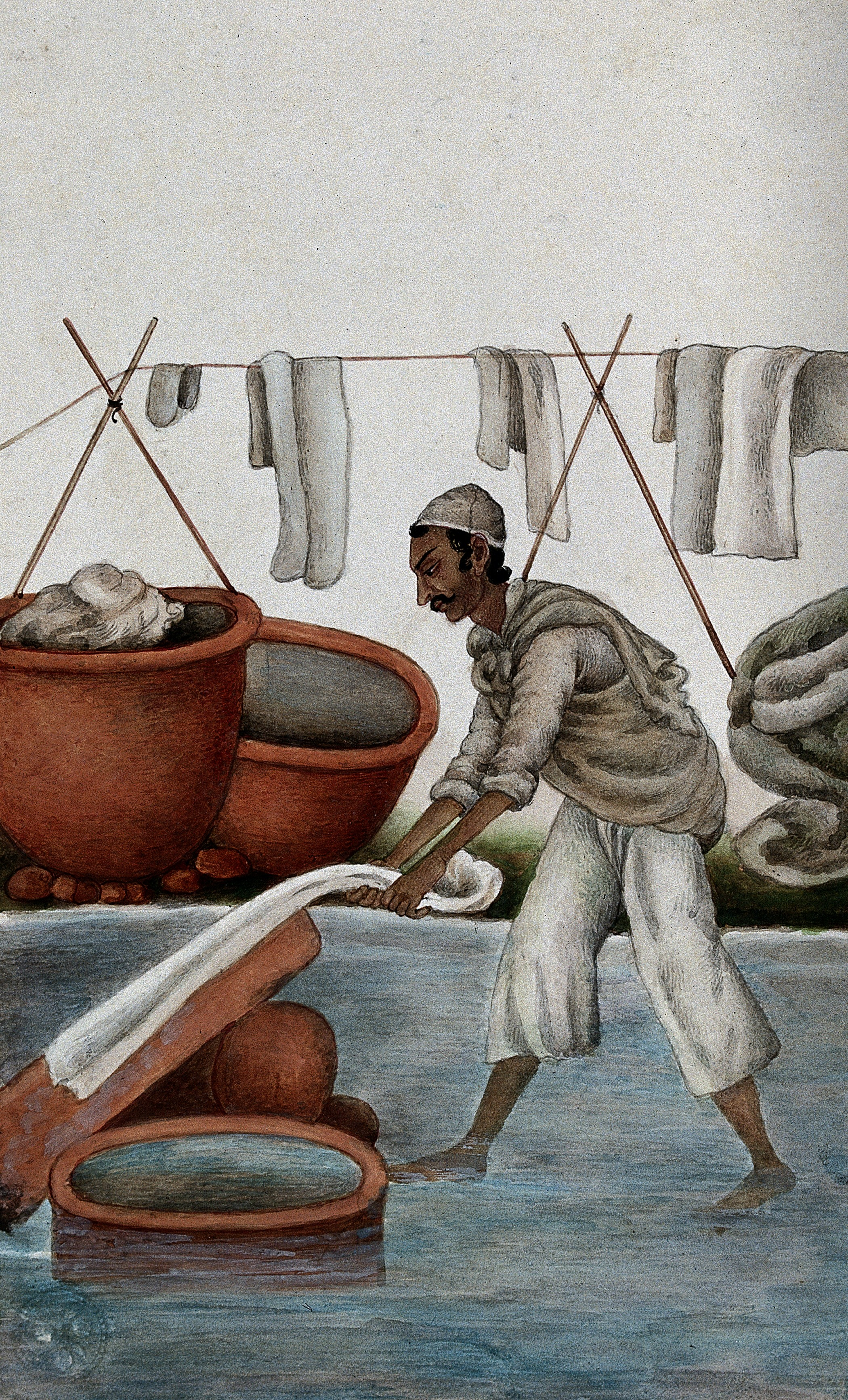
Aquarell The Dhobi Wallah („Der Wäscher“), unbekannter Künstler, zur Zeit des British Raj

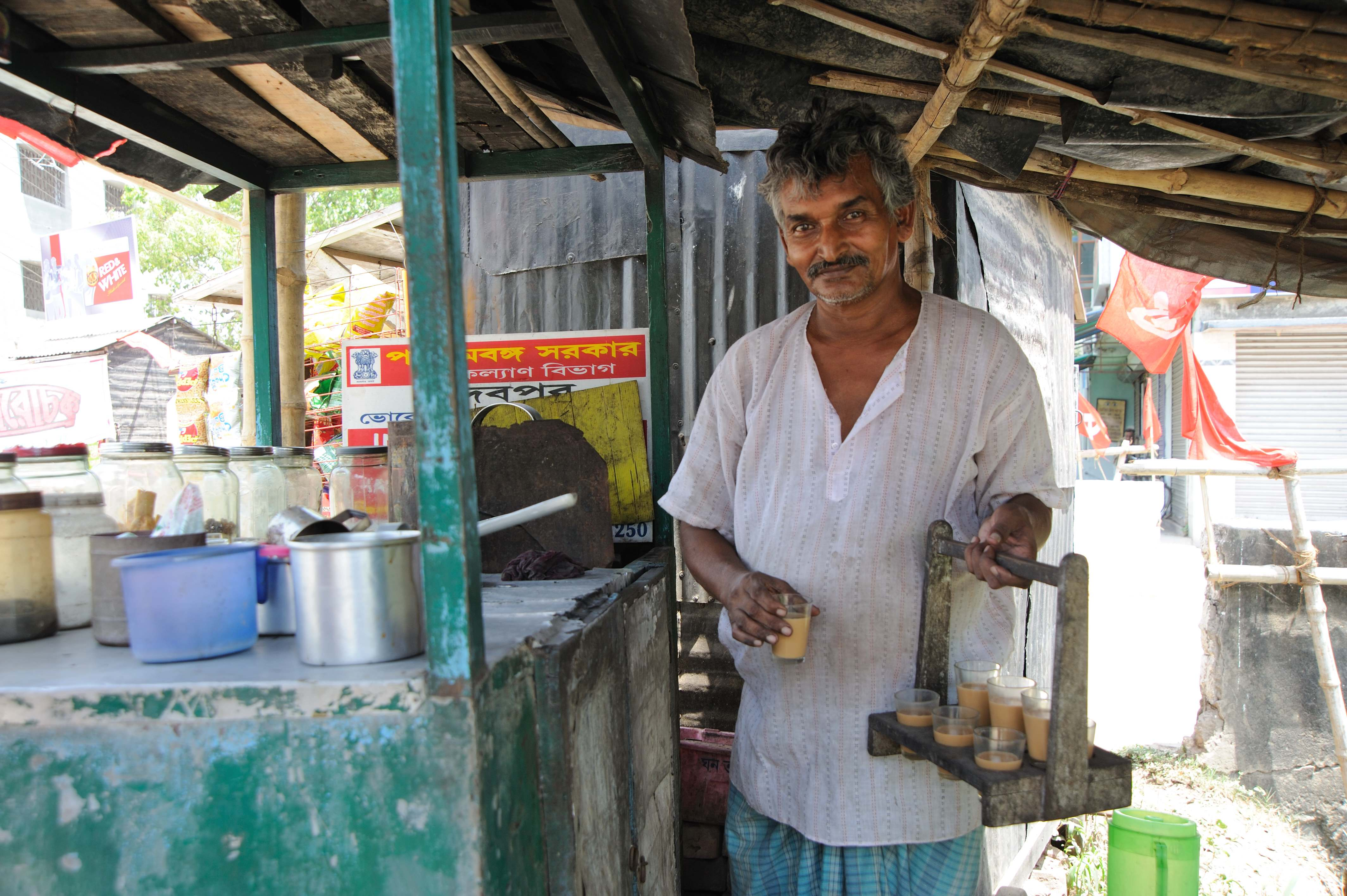
Teeverkäufer in Kalkutta: Ein chai wallah

Englische Begriffe kombiniert mit wallah:
| Begriff        | Aussprache | Beruf                                                                   |
| -------------- | ---------- | ----------------------------------------------------------------------- |
| Auto wallah    | (Anhörenⓘ) | Taxifahrer                                                              |
| Biscuit wallah | (Anhörenⓘ) | Keksverkäufer, Konditor, Süßwarenhändler                                |
| Bottle wallah  | (Anhörenⓘ) | Flaschensammler (englisch bottle für „Flasche“)                         |
| Box wallah     | (Anhörenⓘ) | Kleinhändler oder Hausierer, die ihre Waren aus Kisten (box) verkauften |
| Police wallah  | (Anhörenⓘ) | Polizist                                                                |
| Snack wallah   |            | Lieferant von Snacks, z. B. vom Restaurant zum Zug im Bahnhof           |
| Story wallah   |            | Autor                                                                   |
| Wedding wallah |            | Hochzeitsplaner                                                         |

Hindi-Begriffe kombiniert mit wallah:
| Begriff         | Aussprache | Beruf |
| --------------- | ---------- | --- |
| Dabba wallah    | (Anhörenⓘ) | Zusteller von Mittagessen |
| Dhobi wallah    | (Anhörenⓘ) | Mitarbeiter einer Wäscherei                                                                                                   |
| Chai wallah     | (Anhörenⓘ) | Kellner, der Tee serviert bzw. Teeverkäufer, der draußen Masala Chai anbietet                                                 |
| Chat wallah     |            | Lieferant von Snacks |
| Pani wallah     |            | Wasser-Verkäufer |
| Para wallah     | (Anhörenⓘ) | Polizist |
| Punkah wallah   | (Anhörenⓘ) | Diener, der in heißen Nächten die Ventilatoren am Laufen zu halten hatte; heute ein Begriff für einen Air-Condition-Techniker |
| Rickshaw wallah | (Anhörenⓘ) | Rikschafahrer |

## Trivia
- Hindi wallahs begannen 1974 mit ihrer politischen Kampagne, deren Zielsetzung darin besteht, Hindi statt Englisch als Amtssprache in Indien einzuführen.[4]
- Im Gedicht The Police-Wallah's Little Dinner aus Britisch-Indien wird die Mulligatawny-Suppe gelobt.[1]
- One Hell Of a Life – An Anglo-Indian Wallah's Memoir from the Last Decades of the Raj ist ein kultur- und sozialkritischer historischer Roman mit einem Glossar der wichtigsten Hinglish-Begriffe von Stan Blackford, einem ehemaligen Captain der indischen Armee.[6]
- Policewala Gunda ist ein Bollywood-Film aus dem Jahr 1995, der die Abenteuer eines Polizisten namens „Gunda“ schildert.[7]
- Im Film Slumdog-Millionär ist die Hauptfigur ein Chai wallah einer Telefonfirma.
- Der britische Historiker George Otto Trevelyan beschreibt in seinem Werk The Competition Wallah die Umbrüche in der indischen Gesellschaft zur Zeit des British Raj.[8]
- Der britische Unterhaltungskünstler Sam Mayo (1875–1938) veröffentlichte 1904 ein Lied mit dem Titel Wallah, wallah, wallaperoo,[9] (alternative Schreibweise mit Bindestrichen nachweisbar)[10] das die einheimischen Bewohner des British Raj auf rassistische Weise als minderwertige und ungebildete Menschen beschreibt und in Bierhallen in Großbritannien von den (alkoholisierten) Besuchern mitgesungen wurde.[11]
- Das Buch Story-Wallah: Short Fiction from South Asian Writers von Shyam Selvadurai ist eine Kurzgeschichtensammlung hauptsächlich indischer und sri-lankischer Autoren.
- Der Roman The Wedding Wallah von Farahad Zama handelt von den Ereignissen in einem Heiratsvermittlungsbüro.